# 402P/LINEAR
402P/LINEAR è una cometa periodica appartenente alla famiglia delle comete gioviane. La cometa è stata scoperta il 5 ottobre 2002; al momento della scoperta fu ritenuta un asteroide, ma già pochi giorni dopo si scoprì la sua natura cometaria. La sua riscoperta il 18 agosto 2020 ha permesso di numerarla.